# Federazione pallavolistica della Repubblica Ceca
La Federazione ceca di pallavolo (cze. Český volejbalový svaz, ČVS) è un'organizzazione fondata nel 1947 nell'allora Cecoslovacchia per governare la pratica della pallavolo nella Repubblica Ceca.
Organizza il campionato maschile e femminile, e pone sotto la propria egida la nazionale maschile e femminile.
Ha aderito alla FIVB nel 1947.